# 八ツ橋
- 八橋
- 八つ橋
- 八ッ橋

八ツ橋（やつはし）は、京都を代表する和菓子の一つ。後述するが派生菓子として「生八ツ橋（なまやつはし）」が存在し、本来の八ツ橋は区別するためレトロニムで「焼き八ツ橋」とも呼ばれる。

## 概要
米粉・砂糖・ニッキ（肉桂、シナモン）を混ぜて蒸した生地を、薄く伸ばして焼き上げた堅焼き煎餅の一種。形は箏または橋を模しているとされ、長軸方向に凸になった湾曲した長方形をしている。発祥年は判然としないが、1689年（元禄2年）を掲げる資料なども多い（詳細は後掲「#歴史・起源」を参照）。
生地を焼かずに切っただけの「生八ツ橋」、さらに派生して生八ツ橋で小豆などの餡を包んだ商品も存在する。生八ツ橋の登場は1960年代と比較的新しいが、現代では特に餡入りの生八ツ橋で生地に抹茶やごま・餡に果物やチョコレートを用いるなど創意工夫が凝らされており、焼いた八ツ橋よりも生八ツ橋の方が好まれる傾向にある。餡入り生八ツ橋を単に「八ツ橋」と呼ぶことも増えており、区別のために焼いた八ツ橋を「焼き八ツ橋」とする造語（レトロニム）も生まれている。
今日では八ツ橋・生八ツ橋ともに京都を代表する銘菓として認知されており、2006年（平成18年）の京都市による統計調査では京都観光の土産として菓子類を購入する人は96％にのぼるが、そのうち八ツ橋の売上は全体の45.6％（生八ツ橋24.5％、八ツ橋21.1％）を占めている。また、和菓子として消費者がそのまま食べるほか、前菜や酒のつまみ、料理の食材として使う飲食店も一部にある。 
生八ツ橋は、古くは竹皮によって包まれていたが、現在は賞味期限を延ばすために、ほとんどが真空パック詰めされている。そのため、真空パックを開封しなければ賞味期限はおおよそ9日から11日となっている。ただし、昔ながらの製法を特徴としているメーカーの商品の場合は、保存料や酸化防止剤を使わず、真空パックももちいていないため、賞味期限は季節にもよるが2日 - 4日と短い。

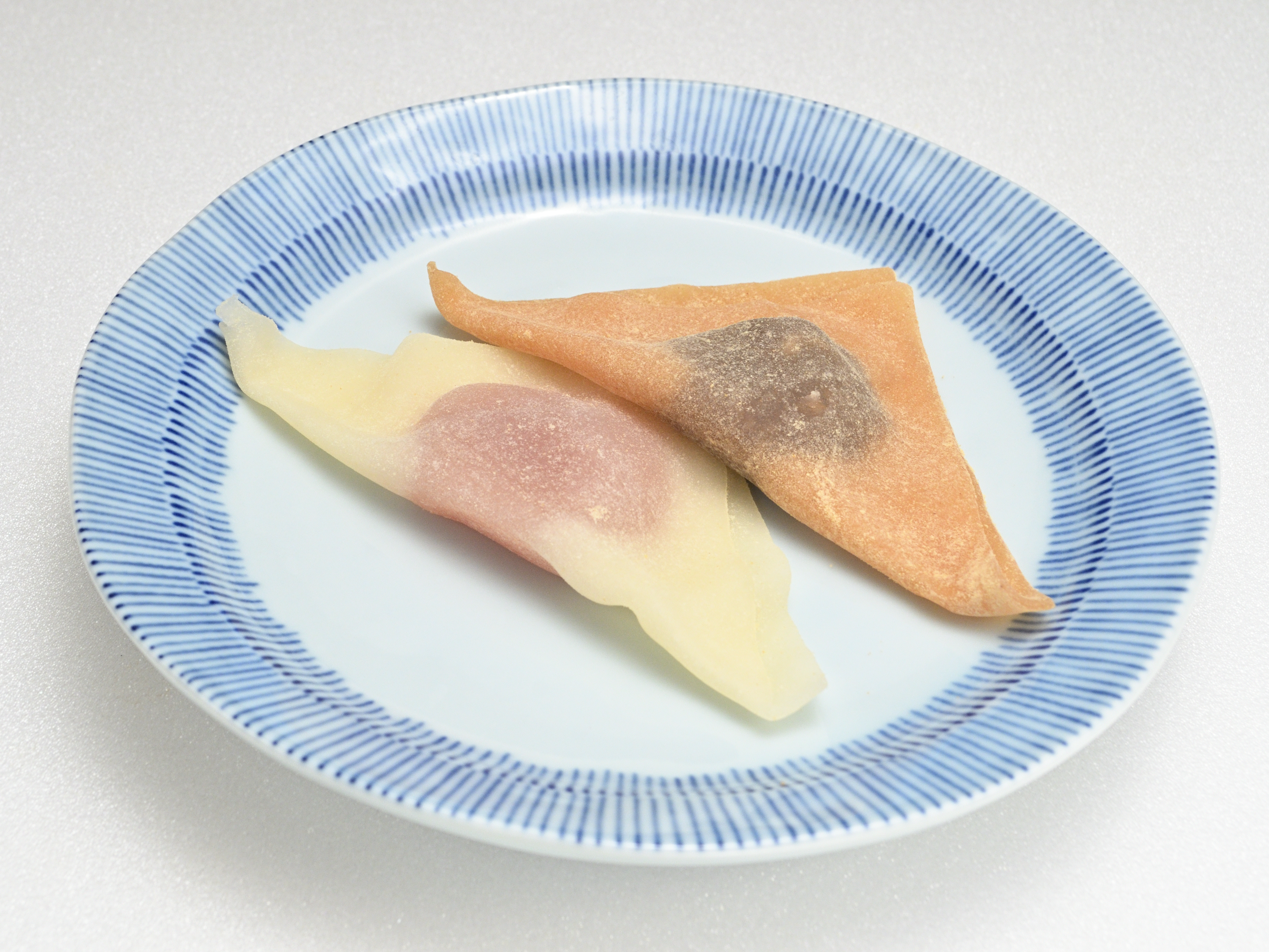
餡入り生八ツ橋のバリエーション

## 歴史・起源

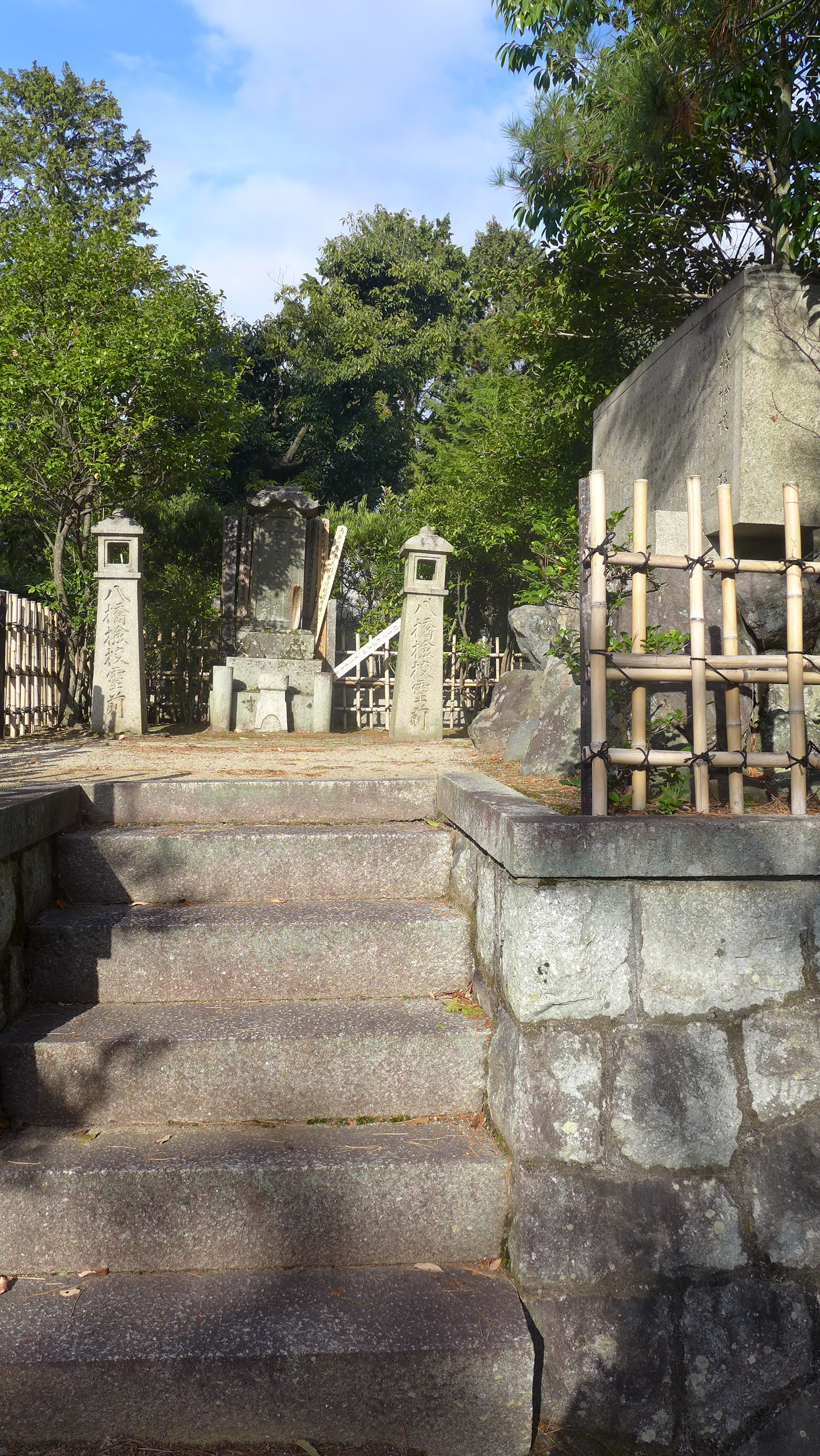
金戒光明寺にある八橋検校の墓

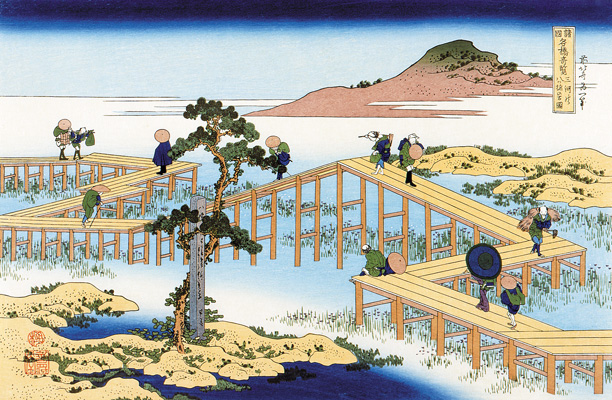
葛飾北斎による三河の八ツ橋の古図

八ツ橋の起源は不明な部分が多いが、主に以下の2つの説が挙げられる。
1. 箏曲の開祖と称えられる八橋検校を偲び、箏の形を模した干菓子を「八ツ橋」と名付けたとする説
2. 歌人として名高い在原業平を偲び、『伊勢物語』第九段「かきつばた」の舞台である「三河国八橋」にかけ、八枚橋の板の形を模した菓子を作ったとする説

京都の八ツ橋製造業者の団体京都八ツ橋商工業協同組合に加盟する14社のうち、「八橋検校」の説を支持するのが聖護院八ツ橋総本店・井筒八ッ橋本舗など6社、「伊勢物語」の説を支持するのが本家西尾八ッ橋・本家八ッ橋の2社である。上記のいずれの説でも元禄年間に原型が作られ、現在に近い形になったのは享保年間としている点は共通している。
元々の発売時期も判然としないが、1879年（明治10年）に京都に鉄道が通ると西尾松太郎が京都駅で土産物として販売を開始し、1915年（大正4年）の大正天皇即位の祝賀行事で京都を訪れた人々が買い求めたことで全国的に有名になったとされる。その間に西尾松太郎から事業を引き継いだ息子の西尾為治が、1900年（明治33年）のパリ万国博覧会に八ツ橋を出品して銀賞を受賞している。この頃の出版物には1926年（大正15年）に京都府内務部が発行した京都名物紹介本『京の華』があり、その中で八ツ橋の起源について「西尾為治の祖先が三河の僧侶から製法を教わって、1689年（元禄2年）に聖護院の森で販売を始めた」との記述があるが、それ以上の詳しいことは書かれておらず真偽についても不明である。
1960年代には「生八ツ橋」が考案され、次いで美十が生八ツ橋で餡を包む商品を考案したとされる。

### 発祥を巡る騒動
前述したとおり、八ツ橋の普及には西尾松太郎・為治親子とその祖先が関わっている。しかし八ツ橋に関する文献の多くは戦後発行であり聖護院八ツ橋総本店・井筒八ッ橋本舗からの聞き取りに頼る部分が多く、戦前に発行された京都名物紹介本『京の華』についても為治本人から聞き取った内容を掲載しているだけの可能性があり、詳細についてはいずれも正確性・中立性が保証されていない。ゆえに前述した起源についての2つの説を含め、業界各社で発祥などを巡って対立するケースも存在する。

#### 「最古の業者」を巡る対立
聖護院八ツ橋総本店と本家西尾八ッ橋はともに、創業について『京の華』の記述に近い「1689年（元禄2年）に聖護院の森で菓子を発売した」という点で共通しているが、これには両社の設立経緯が関係している。「聖護院八ツ橋総本店」は西尾為治が個人で営んでいた和菓子店・玄鶴堂を1926年（大正15年）に法人化して誕生したものだが、設立まもなく経営危機に陥ったため1930年（昭和5年）に西尾為治個人の破産が確定し、当時の商法の規定に従って経営権は専務であった鈴鹿太郎に引き継がれた。設立に際して事業に関わる全てを現物出資していた西尾為治は個人資産を全て失ったと考えられ、また息子の西尾為一も聖護院八ツ橋総本店に残留することができなかった。
西尾為一は1947年（昭和22年）に個人で八ツ橋の製造販売を再開し、後に「本家西尾八ッ橋」の基となる和菓子店を開店する。この和菓子店は1952年（昭和27年）に「本家八ッ橋聖護院西尾」を名乗って法人化するが、『聖護院』を名乗り『創業二百六十余年』『本家八ッ橋』といった文言を宣伝に用いたことで聖護院八ツ橋総本店から提訴される。1959年（昭和34年）に西尾側が『聖護院』などを使用しないことで和解が成立し、社名からも「聖護院」を削除して今の社名となった。法廷で事実上「西尾為治の継承者は聖護院八ツ橋総本店」が認められた形であったが、1969年（昭和44年）に京都府が『100年以上続く老舗業者』を表彰した際に「最古の八ツ橋業者」として本家西尾八ッ橋が表彰を受けた。これを不服とした聖護院八ツ橋総本店は、表彰されるべきは自社である主張を記した「聖護院文書」と題した冊子を同業他社に配布するに至った。
なお、西尾為治をルーツとする業者は他に、為治の次男・西尾為忠が構えた「八ッ橋西尾為忠商店」、三男・西村源太郎が構えた「本家八ッ橋」が存在している。このうち少なくとも本家八ッ橋は本家西尾八ッ橋と同じ創業地・創業年を掲げているが、本家西尾八ッ橋が「為治の祖先」としている創業者について、本家八ッ橋は「西村彦左衛門」と具体的な名前を挙げている。なお、「西村」姓は西尾松太郎の旧姓である。

#### 「誤認表示」にあたるかを争った裁判

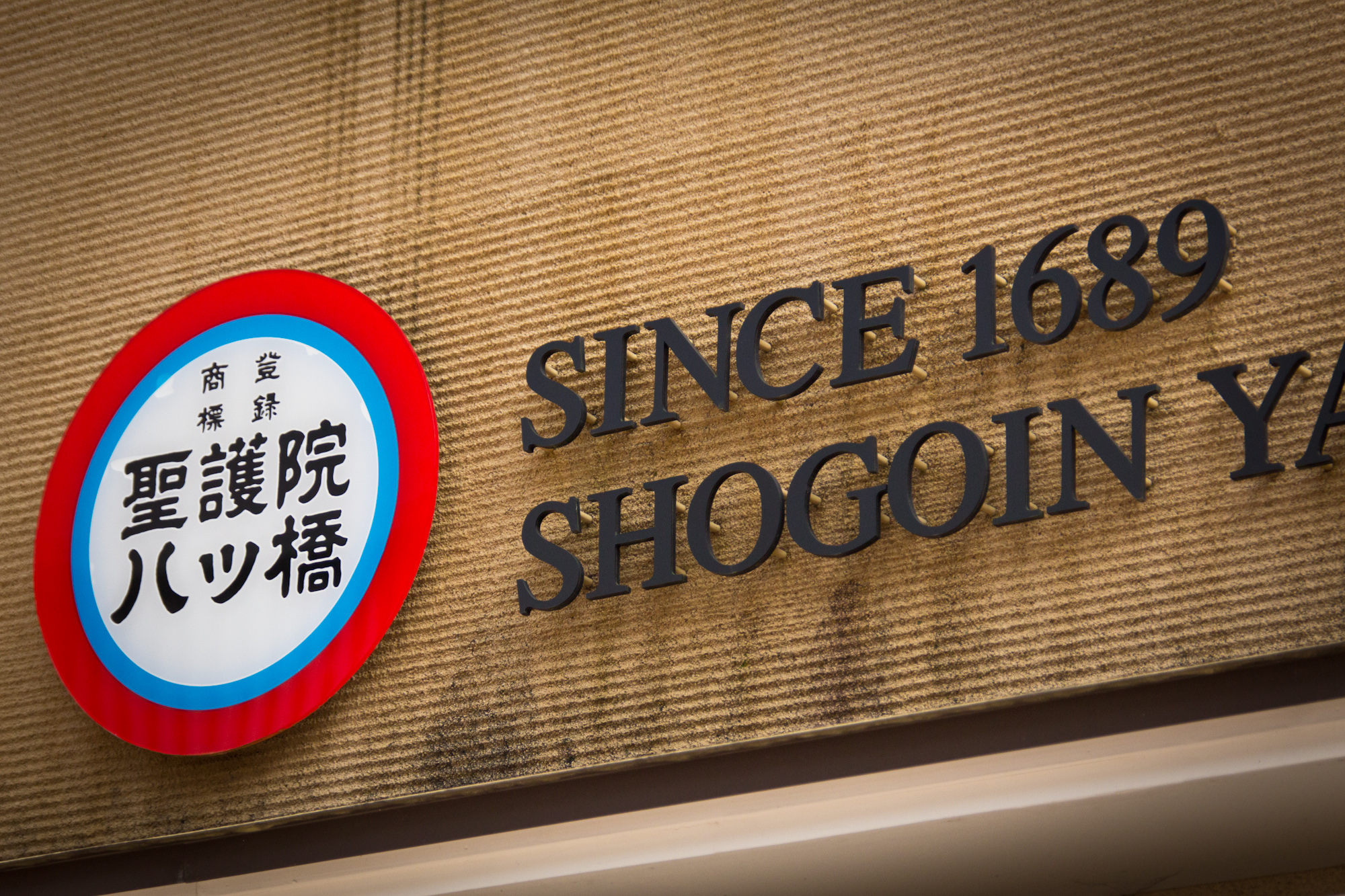
裁判で争点となった「since1689」の表示の一例

このように西尾為治をルーツに持つ業者は「1689年（元禄2年）に聖護院の森で菓子を発売した」と公表して宣伝に用いるケースが存在するが、前述のように起源については不明な点が多い。「八橋検校」の説を支持する6社のうち、聖護院八ツ橋総本店を除く井筒八ッ橋本舗など5社で構成される京銘菓八ツ橋工業協同組合は、2017年（平成29年）5月に聖護院八ツ橋総本店に対して「発祥に関する誤解を与える表現」だとして是正を求めて民事調停を申し立てるが、これに対し聖護院八ツ橋総本店側は「法で定められた民事調停の対象ではない」と主張して不成立に終わった。
2018年（平成30年）6月には井筒八ッ橋本舗が単独で、聖護院八ツ橋総本店に対して表示差し止めなどを求めて京都地方裁判所に提訴する。裁判では聖護院八ツ橋総本店が用いる『創業元禄二年』『since1689』といった表示が不正競争防止法が禁ずる「誤認表示」にあたるかどうかが争われたが、2020年（令和2年）6月10日に「表示は創業年だと解釈される」「品質などを誤認させる表示にはあたらない」などと判断して井筒八ッ橋本舗の請求は棄却された。井筒八ッ橋本舗は引き続き争う姿勢を見せたが、控訴は2021年（令和3年）3月11日に大阪高等裁判所が、上告は9月14日に最高裁判所がそれぞれ棄却し、井筒八ッ橋本舗の敗訴が確定した。

## 主な製造業者
以下に主な八ツ橋を製造する業者と創業年、各社で独自の名称を付けている餡入り生八ツ橋の名称を挙げる。なお法人名と別に屋号が存在する場合は、法人名に続けて（　）書きで表記する。
聖護院八ツ橋総本店（玄鶴堂）
1689年（元禄2年）創業、1926年（大正15年）法人化。餡入り生八ツ橋の名称は「聖（ひじり）」。
本家西尾八ッ橋
1689年（元禄2年）創業、1948年（昭和23年）法人化。餡入り生八ツ橋の名称は「あんなま」。
井筒八ッ橋本舗
1805年（文化2年）創業、1960年（昭和35年）法人化。餡入り生八ツ橋の名称は「夕子」。
美十（おたべ）
1957年（昭和32年）創業、1969年（昭和44年）法人化。餡入り生八ツ橋の名称は「おたべ」。